# Kindred Healthcare
Pour les articles homonymes, voir Kindred.
Kindred Healthcare Incorporated est une société publique de soins de santé classée dans le Fortune 500. Son siège est situé dans la ville de Louisville.
La société était cotée NYSE avec le code KND jusqu'en 2017.

## Histoire
Kindred Healthcare fut fondée en 1985 en tant que Vencor, Inc.. Elle prit son nom Kindred Healthcare en 2001. 
En août 2007, sa filiale Kindred Pharmacy Services a fusionné avec une filiale de AmerisourceBergen pour former PharMerica. 
En juillet 2014, Kindred a lancer une OPA sur Gentiva, une entreprise de soin à domicile, pour un montant de 634 millions de dollars. 
En décembre 2017, Humana avec des fonds d'investissement annonce l'acquisition de Kindred Healthcare pour 782 millions de dollars, montant qui si on inclut la reprise de dette monte à 4 milliards de dollars.
En avril 2021, Humana annonce l'acquisition de la participation de 60 % qu'il ne détient pas dans Kindrerd Healthcare pour 5,7 milliards de dollars.